# Idan Zalmanson
Idan Zalmanson (en hébreu : עידן זלמנסון), né le 18 avril 1995, à Be'er Ya'akov, en Israël, est un joueur israélien de basket-ball. Il évolue au poste de pivot.

## Palmarès
- Champion d'Israël 2016
- Vainqueur de la Coupe d'Israël 2020